# Kento Hashimoto
Kento Hashimoto (橋本 拳人?, Hashimoto Kento; Itabashi, 16 agosto 1993) è un calciatore giapponese, centrocampista dell'FC Tokyo.

## Caratteristiche tecniche
È un centrocampista centrale, ma ricopre pure il ruolo di mediano, di piede destro è un difensore veloce, abile nell'intercettare i passaggi avversari, inoltre se la cava discretamente pure in attacco, sia nel servire degli assist che come finalizzatore, è bravo nel saper segnare tirando di testa.

## Carriera

### Club

#### FC Tokyo e Roasso Kumamoto
Nel 2012 Hashimoto entrerà nel FC Tokyo anche se non vi troverà spazio, infatti nel 2013 viene ceduto in prestito al Roasso Kumamoto nella seconda divisione, la J2 League debuttando come professionista il 3 maggio 2013 nella vittoria per 3-2 contro il Mito HollyHock. Segnerà una sola rete per la squadra, nella Coppa dell'Imperatore giocando contro il Tokushima Vortis, la partità finirà per 1-1 e ai rigori vincerà il Roasso Kumamoto per 4-3, il primo rigore per la squadra è stato segnato da Hashimoto. A partire dal 2015 tornerà a giocare nel FC Tokyo, giocando la sua prima partita con la squadra nella vittoria per 2-0 contro il Sagan Tosu nella Coppa del Giappone. La sua prima partita nella J1 League, la massima serie del calcio nipponico, è stata contro il Matsumoto Yamaga dove Hashimoto segnerà una rete, vincendo per 2-1. Il 8 luglio 2017 segnerà la sua prima doppietta contro il Kashima Antlers pareggiando per 2-2. La sua ultima rete per la squadra la segnerà il 19 ottobre 2019 battendo per 3-1 il Vissel Kobe.

#### Rostov
Dal 2020 giocherà in Russia nel Rostov, segnando il suo primo gol contro l'Ufa, con la sua rete la squadra vincerà di misura per 1-0, così come contro l'Ural sempre grazie a un gol di Hashimoto. Aprirà le marcature nella vittoria per 3-0 ai danni del Terek inoltre segnerà il gol del 2-0 vincendo contro il Tambov. Sarà autore di una doppietta battendo per 3-2 l'Arsenal Tula

### Nazionale
Giocherà nella coppa asiatica giovanile con la nazionale del Giappone Under-19, giocando una sola partita, nella vittoria per 1-0 contro il Kuwait. Il 26 marzo 2019 ha debuttato con la Nazionale maggiore in occasione dell'amichevole contro la Bolivia. Il 3 giugno 2021 giocherà in un'amichevole contro la formazione sperimentale della Nazionale Olimpica del Giappone segnando una rete vincendo per 3-0. Segnerà un gol nella partita di qualificazione per il Mondiale Qatar 2022 vinta per 4-1 contro il Tajikistan.

## Statistiche

### Cronologia presenze e reti in nazionale
| Cronologia completa delle presenze e delle reti in nazionale ― Giappone | Cronologia completa delle presenze e delle reti in nazionale ― Giappone | Cronologia completa delle presenze e delle reti in nazionale ― Giappone | Cronologia completa delle presenze e delle reti in nazionale ― Giappone | Cronologia completa delle presenze e delle reti in nazionale ― Giappone | Cronologia completa delle presenze e delle reti in nazionale ― Giappone | Cronologia completa delle presenze e delle reti in nazionale ― Giappone | Cronologia completa delle presenze e delle reti in nazionale ― Giappone |
| Data                                                                    | Città                                                                   | In casa                                                                 | Risultato                                                               | Ospiti                                                                  | Competizione                                                            | Reti                                                                    | Note                                                                    |
| ----------------------------------------------------------------------- | ----------------------------------------------------------------------- | ----------------------------------------------------------------------- | ----------------------------------------------------------------------- | ----------------------------------------------------------------------- | ----------------------------------------------------------------------- | ----------------------------------------------------------------------- | ----------------------------------------------------------------------- |
| 26-3-2019                                                               | Kobe                                                                    | Giappone                                                                | 1 – 0                                                                   | Bolivia                                                                 | Amichevole                                                              | -                                                                       |                                                                         |
| 9-6-2019                                                                | Rifu                                                                    | Giappone                                                                | 2 – 0                                                                   | El Salvador                                                             | Amichevole                                                              | -                                                                       |                                                                         |
| 5-9-2019                                                                | Kashima                                                                 | Giappone                                                                | 2 – 0                                                                   | Paraguay                                                                | Amichevole                                                              | -                                                                       | 90+4’                                                                   |
| 10-9-2019                                                               | Yangon                                                                  | Birmania                                                                | 0 – 2                                                                   | Giappone                                                                | Qual. Mondiali 2022                                                     | -                                                                       |                                                                         |
| 15-10-2019                                                              | Dushanbe                                                                | Tagikistan                                                              | 0 – 3                                                                   | Giappone                                                                | Qual. Mondiali 2022                                                     | -                                                                       |                                                                         |
| 19-11-2019                                                              | Suita                                                                   | Giappone                                                                | 1 – 4                                                                   | Venezuela                                                               | Amichevole                                                              | -                                                                       | 49’ 65’                                                                 |
| 10-12-2019                                                              | Busan                                                                   | Cina                                                                    | 1 – 2                                                                   | Giappone                                                                | Coppa dell'Asia orientale 2019                                          | -                                                                       |                                                                         |
| 12-11-2020                                                              | Graz                                                                    | Giappone                                                                | 1 – 0                                                                   | Panama                                                                  | Amichevole                                                              | -                                                                       | 46’                                                                     |
| 17-11-2020                                                              | Graz                                                                    | Giappone                                                                | 0 – 2                                                                   | Messico                                                                 | Amichevole                                                              | -                                                                       | 57’                                                                     |
| 28-5-2021                                                               | Chiba                                                                   | Giappone                                                                | 10 – 0                                                                  | Birmania                                                                | Qual. Mondiali 2022                                                     | -                                                                       | 70’                                                                     |
| 7-6-2021                                                                | Suita                                                                   | Giappone                                                                | 4 – 1                                                                   | Tagikistan                                                              | Qual. Mondiali 2022                                                     | 1                                                                       | 66’ 68’                                                                 |
| 11-6-2021                                                               | Kobe                                                                    | Giappone                                                                | 1 – 0                                                                   | Serbia                                                                  | Amichevole                                                              | -                                                                       | 46’                                                                     |
| 15-6-2021                                                               | Suita                                                                   | Giappone                                                                | 5 – 1                                                                   | Kirghizistan                                                            | Qual. Mondiali 2022                                                     | -                                                                       | 62’                                                                     |
| 24-7-2022                                                               | Toyota                                                                  | Giappone                                                                | 0 – 0                                                                   | Cina                                                                    | Coppa dell'Asia orientale 2022                                          | -                                                                       |                                                                         |
| 27-7-2022                                                               | Toyota                                                                  | Giappone                                                                | 3 – 0                                                                   | Corea del Sud                                                           | Coppa dell'Asia orientale 2022                                          | -                                                                       | 87’                                                                     |
| Totale                                                                  |                                                                         | Presenze                                                                | 15                                                                      |                                                                         | Reti                                                                    | 1                                                                       |                                                                         |

## Palmarès

### Nazionale
- Coppa dell'Asia orientale: 1

2022

### Individuale
- Squadra del campionato giapponese: 1

2019